# شبکه افلاک

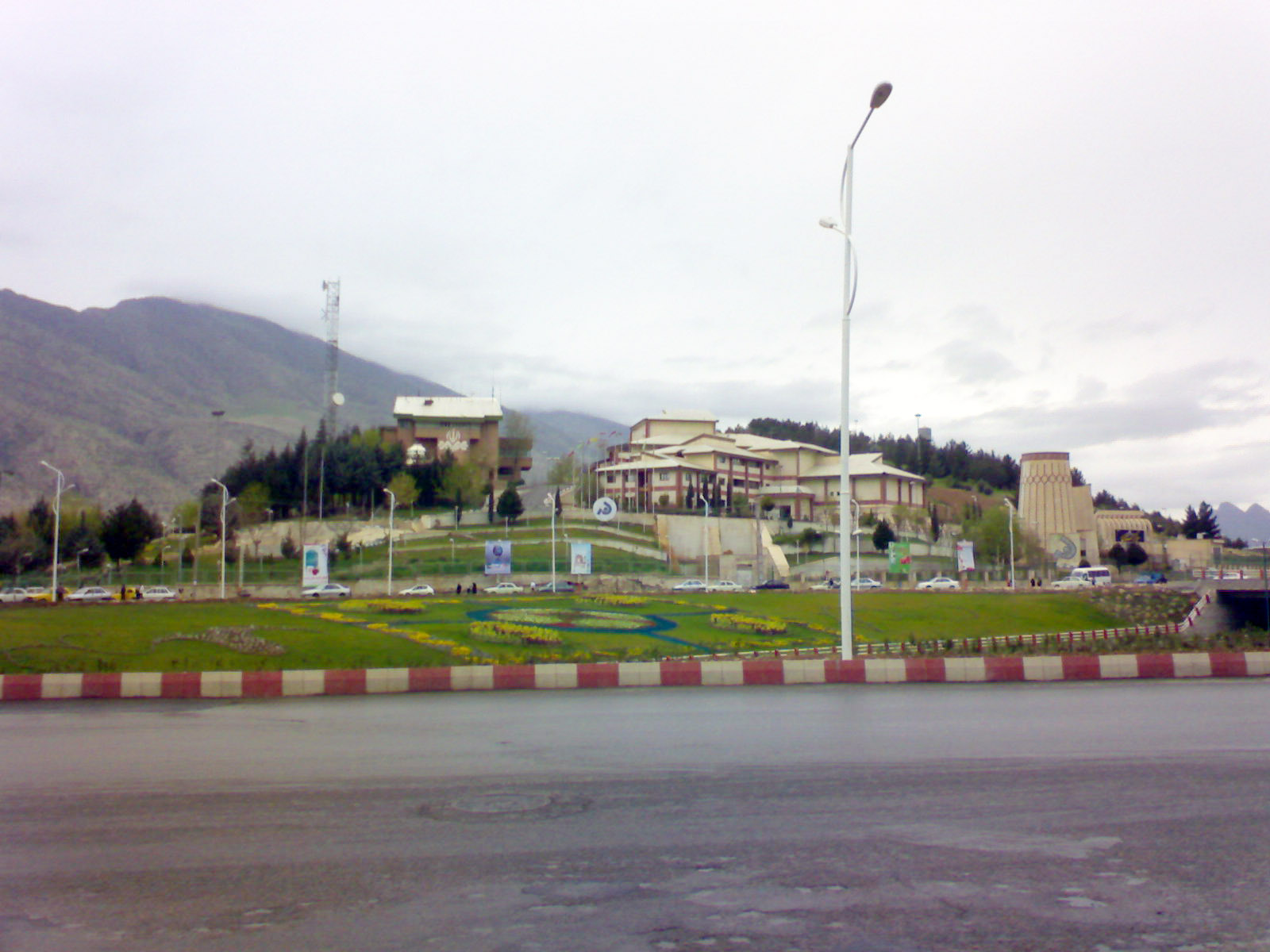
مجتمع صدا و سیمای استان لرستان، خرم‌آباد، میدان کیو

شبکه لرستان که با نام شبکه استانی سیمای مرکز لرستان نیز شناخته می‌شود، شبکه تلویزیونی استانی متعلق به سازمان صدا و سیمای جمهوری اسلامی ایران است که ویژه مردم لر به‌ویژه در استان لرستان برنامه پخش می‌کند. پخش برنامه‌های شبکه افلاک لرستان با کیفیت HD و فرمت HEVC از طریق فرستنده‌های زمینی و ماهواره‌ای نیز از آذر ۱۴۰۳ آغاز شده‌است.

## گسترهٔ پخش
برنامه‌های این شبکه در سراسر استان لرستان از طریق فرستنده‌های دیجیتال زمینی روی باند UHF قابل دریافت است.
همچنین برنامه‌های این شبکه از طریق ماهواره‌های عرب ست و اینتل‌ست ۳۹ در ایران و سایر مناطق دنیا قابل دریافت است. این شبکه به صورت ۲۴ ساعته پخش برنامه دارد.

## تاریخچه
تلویزیون از سال ۱۳۵۱ با نصب چند ایستگاه فرستنده تلویزیونی بخشی از شهرستان‌های لرستان تحت پوشش قرار گرفت. برنامه‌های این مرکز پیش از ایجاد شبکه استانی از سال ۱۳۶۷ با افتتاح تلویزیونی محلی استان فعالیت خود را به‌طور منسجم در مر کز آغاز نمود.
تلویزیون محلی استان بر روی شبکه اول سیما در صبح روزهای جمعه پخش می‌شد و رویدادهای استان نیز در قالب خبر استان هر روزه ساعت ۱۶:۳۰ بر روی شبکه اول سیما پخش می‌شد.
شبکه استانی این مرکز با حضور رئیس سازمان وقت علی لاریجانی در تاریخ ۱۷ مهر ۱۳۸۱ باحضور نخستین مدیر شبکه افلاک غلامحسین محب طی مراسمی زنده از محل قلعه فلک الافلاک خرم‌آباد آغاز به کار کرد. همچنین در سال ۱۳۸۷ پخش ماهواره‌ای آن آغاز گردید در این مراسم که با حضور معاون وقت امور مجلس و استانها و چندی از مسئولین استانی در خرم‌آباد صورت گرفت بر روی ماهواره اینتل‌ست ۹۰۲ به روی ماهواره فرستاده شد. در تاریخ ۱۷ خرداد ۱۴۰۰، لوگو و گرافیک جدید سیمای این مرکز رونمایی شد.

## فرستنده دیجیتال
سیستم پخش سیمای مرکز لرستان به جز سیستم آنالوگ، از مهرماه ۱۳۸۹ به صورت دیجیتال نیز قابل دریافت است. در این سامانه پخش، ۲۱ شبکه تلویزیونی و ۲۲ شبکه رادیویی از ایستگاه‌های شهرهای مختلف استان لرستان قابل دریافت است.

## برنامه‌ها
سریال‌های پخش شده «تولیدی»
- عید رؤیایی
- به رنگ سیب
- مثل‌های خودمونی
- دیار به یادماندنی
- روزگار دلدادگی
- سفر بی پایان
- کهن‌سالان
- یخدون پاپا
- خانواده قناعت
- بناری

## نشان‌واره‌ها

۱۳۸۱–۱۴۰۰
۱۴۰۰–اکنون